# باول بومان
باول بومان (بالإنجليزية: Paul Bowman)‏ هو لاعب دوري الرغبي أسترالي، ولد في 24 يناير 1976 في نيوكاسل في أستراليا.